# Begonia cucullata
La flor de nácar o agrial (Begonia cucullata) es una especie de planta perenne perteneciente a la familia Begoniaceae. Es originaria de Sudamérica. 

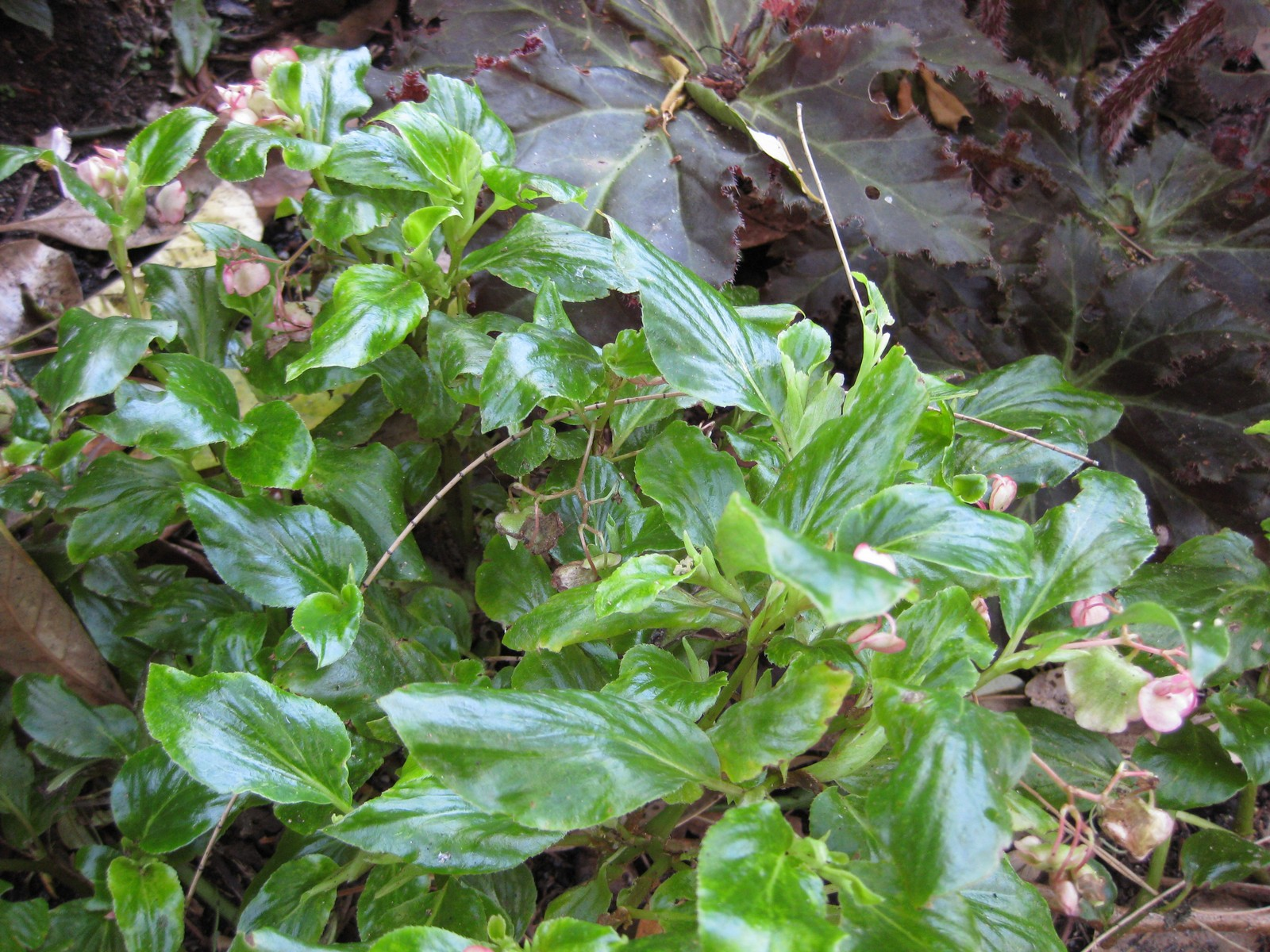
Planta en su hábitat

## Descripción
Tiene las hojas casi simétricas, ovadas, glabras de 4-8 cm. largo, con márgenes crenados, las flores son de color rojo, rosado o blanco, los frutos tienen tres alas.

## Distribución
Es originaria del norte de Argentina, Paraguay y Brasil (en el Cerrado y la Mata Atlántica, distribuidas por Bahia, Mato Grosso, Goiás, Distrito Federal, Mato Grosso do Sul, Minas Gerais, Espírito Santo, São Paulo, Río de Janeiro, Paraná, Santa Catarina y Rio Grande do Sul].

## Taxonomía
Begonia cucullata fue descrita por Carl Ludwig Willdenow y publicado en Species Plantarum. Editio quarta 4(1): 414. 1805.
Etimología
Begonia: nombre genérico, acuñado por Charles Plumier, un referente francés en botánica, honra a Michel Bégon, un gobernador de la excolonia francesa de Haití, y fue adoptado por Linneo.
cucullata: epíteto latino de la palabra cucullus = "capucha".
Variedades
- Begonia cucullata var. cucullata
- Begonia cucullata var. hookeri (A.DC.) L.B.Sm. & Schub.
- Begonia cucullata var. spatulata (Lodd.) Golding
- Begonia cucullata var. subcucullata (C.DC.) ined.[6]

Híbridos
- Begonia × ascotiensis J.B.Weber
- Begonia × hortensis Grafl & Zwicky
- Begonia × pictavensis Bruant ex André
- Begonia × viaudii André